# Public Broadcasting Services
Public Broadcasting Services Ltd. (PBS) – maltański publiczny nadawca radiowo-telewizyjny z siedzibą w Piecie, niedaleko Valletty. PBS jest finansowany z dotacji rządowych i sprzedaży komercyjnego czasu antenowego. Czołowy kanał PBS, TVM, jest najczęściej oglądanym kanałem telewizyjnym na Malcie, a stacja radiowa Magic Malta cieszy się ogromną popularnością wśród słuchaczy lokalnych i turystów.

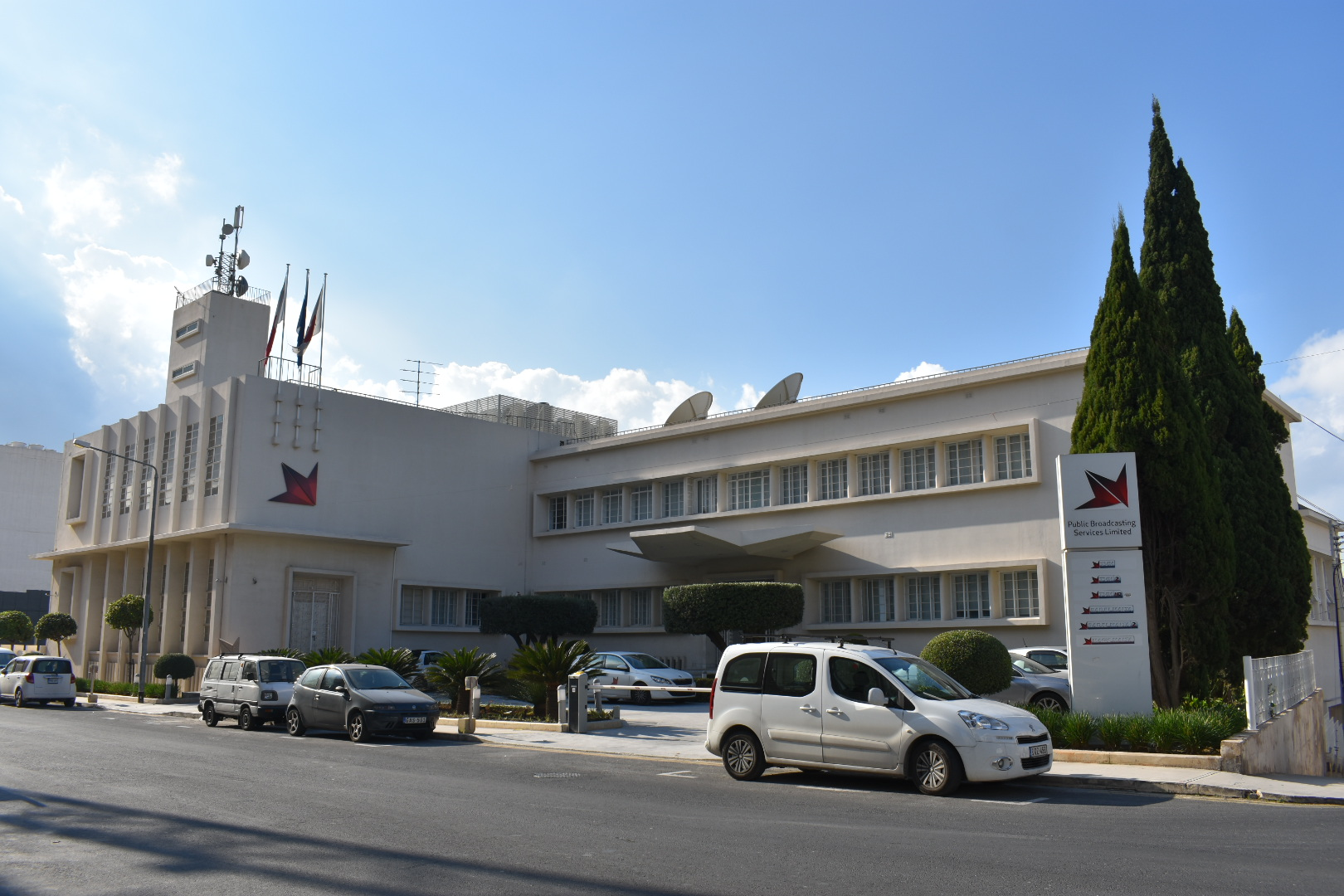
Rediffusion House, siedziba PBS w Piecie

PBS jest członkiem Europejskiej Unii Nadawców, dwukrotnie zorganizował Konkursu Piosenki Eurowizji Junior: w 2014 i 2016.

## Historia
PBS zostało założone w 1975 roku jako Xandir Malta i stało się członkiem Europejskiej Unii Nadawców (EBU) wraz z Maltańskim Urzędem Nadawczym (MBA). Od 2003 roku PBS jest jedynym maltańskim członkiem EBU.
Po przejściu na telewizję cyfrową za pomocą standardu DVB-T w październiku 2011, wszystkie licencjonowane kanały naziemne na Malcie są dystrybuowane przez sieć nadajników obsługiwanych przez PBS. Nadajniki te znajdują się w Delimarze (Marsaxlokk), Nadur, Mellieħa, Mtarfie, Naxxar i Portomaso (St. Julian's).
PBS jest zarządzany przez Radę Dyrektorów.  Obecnym przewodniczącym jest Anthony Porthugese. Albert Marshall jest wiceprzewodniczącym.

## Kanały
PBS obsługuje kanały telewizyjne TVM, TVM+ i TVM Sport+. Instytucja również prowadzi Parliament TV w ramach umowy z rządem Malty.